# Sandra Polchow
Sandra Polchow, född 8 maj 1975 i Berlin, är en tysk före detta handbollsmålvakt.

## Karriär
Polchow började spela handboll vid fem års ålder  i TSV Rudow 1888 men flyttade sedan till klubbarna TSV GutsMuths Berlin och SV BVB 49 med vilka hon spelade i bundesliga. Senare gick hon över till TV Lützellinden. I mars 2004 spelade hon för Bayer 04 Leverkusen efter en korsbandsskada på klubbens ena målvakt.  2011 spelade hon för Füchsen Berlin. Med TV Lützellinden vann hon det tyska mästerskapet två gånger 1997 och 2000 och vann tyska cupen 1998.
Sandra Polchow vann med Tysklands ungdomslandslag  en bronsmedalj vid U-EM i Ungern 1992.  Hon spelade också för det tyska U-20 landslaget och röstades fram till bästa målvakt vid 1995 års U20-VM för damer i Brasilien. Hon debuterade i Tysklands damlandslag i handboll i november 1995 mot Ryssland. Hon spelade sedan vid EM 1996 och i världsmästerskapet i handboll för damer 1997 där hon vann brons med det tyska laget. Totalt spelade hon 43 landskamper för Tyskland.

## Privatliv
Efter spelarkarriären utsågs Sandra Polchow I november 2013  till damrepresentant för det tyska handbollsförbundet av presidiet för det tyska handbollsförbundet. Hon lämnade posten i september 2015. Hon studerade idrott, statsvetenskap och juridik vid Freie Universität Berlin och är idrotts- och samhällsvetare.  Hon är frilansjournalist och arbetade som Coordinator for Competitive Sports på Münchens idrottsavdelning från 2013 till 2016. Hon skrev med Ulrike Burrmann och Jürgen Baur boken: Zum Sportverständnis von Jugendlichen – Was erfassen schriftliche Jugendsporterhebungen?

## Meriter
- Tysk mästare 1997 och 2000 med TV Lützellinden
- Vinnare av tyska cupen 1998 med TV Lützellinden